# Edward Balliol

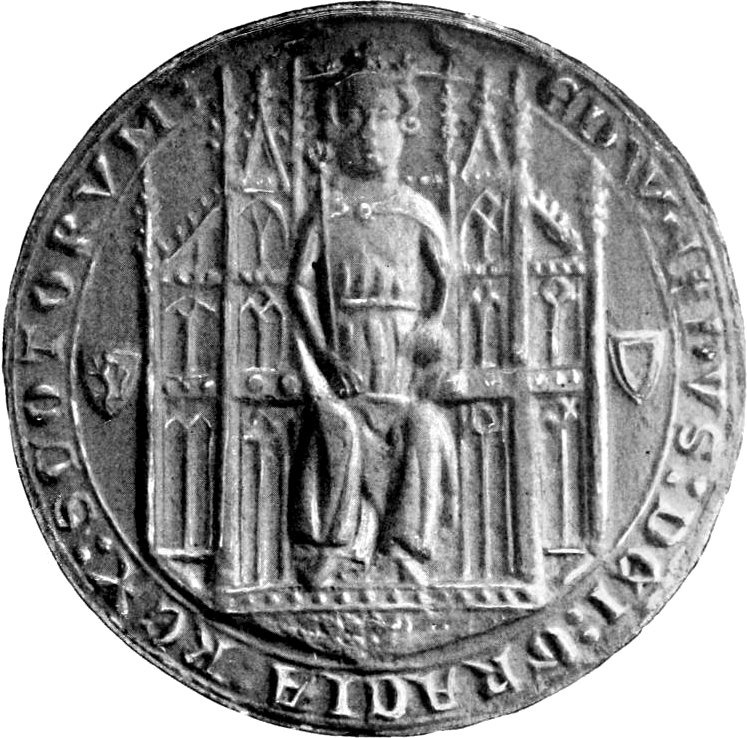
Siegel von Edward Balliol als schottischer König

Edward Balliol (* nach 1281; † zwischen 1. und 24. Januar 1364 in Wheatley) war ein schottischer Thronanwärter. Während des Zweiten Schottischen Unabhängigkeitskriegs war er ab 1332 vorübergehend König von Schottland. Obwohl er schließlich aus Schottland vertrieben wurde, beharrte er hartnäckig auf seinen Thronanspruch, auf den er erst 1356 endgültig verzichtete.

## Herkunft
Edward Balliol war der älteste Sohn des englisch-schottischen Adligen John Balliol und dessen Frau Isabella de Warenne. Er wurde vermutlich kurz nach der Heirat seiner Eltern geboren, die vor Februar 1281 stattfand. Er hatte einen jüngeren Bruder, Henry († 1332).

## Kindheit, Jugend und Exil
Über Balliols Kindheit und Jugend ist wenig bekannt. Sein Vater war nach dem Tod von König Alexander III. einer der Anwärter auf den schottischen Thron und wurde 1292 zum schottischen König bestimmt. Er geriet jedoch mit dem englischen König Eduard I., der einer der Taufpaten von Edward war, in Konflikt und musste auf dessen Druck 1296 die Krone niederlegen. Anschließend übersiedelte die Familie nach England. Der junge Edward Balliol lebte zeitweise im Haushalt des englischen Thronfolgers Eduard, zeitweise lebte er im Tower of London. Ab 1299 lebte sein Vater unter Aufsicht des Papstes in Frankreich, während Edward in England unter der Aufsicht seines Cousins, John de Warenne, 7. Earl of Surrey blieb. In Schottland sahen ihn eine Reihe von Adligen wie John Comyn of Badenoch, der Earl of Buchan, William Oliphant, Adam Gordon oder Ingram de Umfraville als rechtmäßigen Thronerben an, doch 1306 erhob sich Robert Bruce zum König und ließ sich zum Nachfolger von Alexander III., dem letzten rechtmäßigen König erklären. Nachdem Bruce seine Herrschaft im Kampf gegen die Engländer gefestigt hatte, ließ er von einem Parlament die schottischen Besitzungen von John Balliol für verwirkt erklären. Edward Balliol lebte noch immer in England in ehrenvoller Haft, als er 1310 in den Haushalt von Thomas of Brotherton und Edmund of Woodstock, den jüngeren Brüdern von König Eduard II., wechselte. Nach dem Tod seines Vaters 1313 oder 1314 wurde ihm erlaubt, das Erbe der Familienbesitzungen in Frankreich anzutreten. In der Folge lebte er, abgesehen von gelegentlichen Besuchen in England, in Frankreich. Seine dortigen Besitzungen Bailleul, Hornoy, Hélicourt und Dampierre in der Picardie waren allerdings hoch mit den Schulden seines Vaters belastet. Gemäß dem französisch-schottischen Vertrag von 1295 sollte er mit Johanna, einer Tochter von Karl von Valois und damit Nichte des französischen Königs Philipp IV. verheiratet werden, was aber nach dem Sturz seines Vaters nicht weiter verfolgt wurde. Danach verfolgte er keine weiteren Heiratspläne, vermutlich weil er wegen seines Lebens im Exil keine Braut fand, die dem Status entsprach, den er selbst beanspruchte.

## Ansprüche auf den schottischen Thron
Ende 1318 war Balliol erneut nach England gekommen und hatte im September 1319 an der erfolglosen Belagerung von Berwick durch ein englisches Heer teilgenommen. Vermutlich hatte die Soules-Verschwörung gegen den schottischen König Robert Bruce, die 1320 aufgedeckt wurde, das Ziel, Balliol auf den Thron zu helfen. Die genauen Umstände der Verschwörung sind aber unklar. Ende der 1320er Jahre gab es jedoch verschiedene Versuche, Balliol aus seinem französischen Exil nach England zu holen. 1325 reiste die englische Königin Isabelle zu diplomatischen Verhandlungen nach Frankreich. Sie hatte sich von ihrem Mann Eduard II. entfremdet und blieb aus Protest gegen den Einfluss der Günstlinge am Hof ihres Mannes in Frankreich. Dort lebten bereits Henry de Beaumont, der vergeblich Ansprüche auf schottische Besitzungen erhob, sowie weitere englische Barone, die aus Opposition zu Eduard II. ins Exil flüchten mussten. Diese Exilanten unterstützten Isabelle, als sie 1326 mit einem kleinen Heer in England landete und die Herrschaft von Eduard II. stürzte. Anstelle des neuen, aber minderjährigen Königs Eduard III. wurden zunächst Isabelle und deren Geliebter Roger Mortimer die eigentlichen Machthaber in England. Sie führten im Sommer 1327 einen Feldzug gegen ein schottisches Heer, das in England eingefallen war. Die Schotten konnten jedoch unbesiegt entkommen. Daraufhin wurden Friedensverhandlungen mit Schottland begonnen, die 1328 zum Abschluss des Friedens von Edinburgh und Northampton führte. Darin wurde Robert Bruce als rechtmäßiger schottischer König anerkannt. Dazu wurden nur wenigen englischen Baronen in dem Frieden Ansprüche auf schottische Gebiete zugestanden, während die Ansprüche der meisten englischen Barone durch den Frieden als erloschen galten. Diese Barone wurden als Enterbte bezeichnet. Balliol war Mitte Juli 1327 in England erwartet worden, doch es ist ungeklärt, ob er an dem vergeblichen Feldzug gegen die Schotten teilgenommen hat. In den nächsten Jahren lebte er aber offenbar wieder in Frankreich, denn im Sommer 1330 versuchte Mortimer erneut, Balliol aus der Picardie nach England zu holen. Damit wollte er offenbar verhindern, dass sich Balliol mit den exilierten Enterbten um Beaumont verbündete.

## Invasion der Enterbten in Schottland
Nachdem der junge Eduard III. im Oktober 1330 in einem Staatsstreich die Herrschaft seiner Mutter Isabelle und von Mortimer gestürzt hatte, hatte Balliol steigende Hoffnungen, den schottischen Thron gewinnen zu können. Robert Bruce war 1329 gestorben, und für seinen minderjährigen Sohn David II. führte der Earl of Moray als Guardian die Regentschaft. Balliol besuchte nach 1330 mehrmals England und stand sowohl mit den Enterbten wie auch mit dem König in Kontakt. Eduard III. wollte zwar eine Invasion der Enterbten in Schottland nicht offen unterstützen, doch er duldete stillschweigend ihre Vorbereitungen. Wahrscheinlich hatte Balliol dem englischen König gehuldigt und damit als Oberherrn anerkannt, bevor er nach Schottland aufbrach. Als der Earl of Moray am 20. Juli 1332 starb, war die Machtfrage in Schottland nicht völlig geklärt. Eine kleine Armee der Enterbten unter Führung von Balliol und Henry de Beaumont landete Anfang August mit einer kleinen Flotte in Schottland, um Balliol auf den schottischen Thron zu setzen, womit der Zweite Schottische Unabhängigkeitskrieg begann. Am 11. August konnten die Enterbten in der Schlacht von Dupplin Moor ein schottisches Heer entscheidend schlagen.

## König von Schottland

### Krönung in Scone und Versuch der Festigung der Herrschaft
Nach dem Sieg von Dupplin Moor besetzten die Enterbten Perth. Balliol erhielt nun Unterstützung durch einige schottische Barone und Prälaten, und am 24. September wurde er in Scone vom Earl of Fife inthronisiert und vom Bischof von Dunkeld zum schottischen König gekrönt. In den nächsten Monaten versuchte er, seine Herrschaft in Schottland gegen den Widerstand der Anhänger des jungen David II. zu festigen. Zu diesem Zeitpunkt hatte sich Eduard III. in seiner Haltung gegenüber dem neuen schottischen König noch nicht endgültig festgelegt. Sollte Balliol wirklich schottischer König bleiben, dann erwartete Eduard III. ganz offensichtlich, dass er Schottland als Lehen des englischen Königs hielt. Im November 1332 begann Balliol selbst mit Überlegungen, dem englischen König zu huldigen und einen Großteil von Südschottland an den englischen König abzutreten. Er schlug sogar vor, Johanna, die junge Schwester von Eduard III. zu heiraten. Diese war zwar mit seinem Rivalen David II. verheiratet, doch da aufgrund ihres Alters die Ehe noch nicht vollzogen war, konnte die Ehe noch aufgelöst werden. Eduard III. dagegen überlegte, ob er nicht selbst die Herrschaft über ganz Schottland übernehmen sollte, wozu er seiner Ansicht nach das Recht hatte. Er stellte diese Idee dem Parlament in York bekannt, wo sie aber auf kühle Ablehnung stieß. Diese Überlegungen wurden aber alle durch die nächsten Ereignisse überholt. Nach einem Gefecht bei Roxburgh, in dem der neu ernannte Guardian Andrew Murray in Gefangenschaft Balliols geriet, zog sich Balliol im Dezember 1332 nach Annan zurück. Dort, in der Nähe der angestammten Familienbesitzungen in Galloway, wollte er Weihnachten feiern. Dabei wurde er jedoch von einer Streitmacht unter Führung von Sir Archibald Douglas und John Randolph, 3. Earl of Moray überrascht. In dem folgenden Gefecht fiel unter anderem sein Bruder Henry, während Balliol unter demütigenden Umständen nur knapp entkommen und nach England flüchten konnte. In der Folge brach seine Herrschaft in Schottland zusammen.

### Erneuter Einfall in Schottland und erneute Einsetzung als König
Mit Hilfe seiner englischen Unterstützer stellte Balliol im Frühjahr 1333 ein kleines Heer auf, mit dem er ab März erneut in Schottland einfiel und die strategisch wichtige Grenzstadt Berwick belagerte. Eduard III. stand nun vor der Entscheidung, einen offenen Krieg um Schottland zu führen oder jede Hoffnung, dort die Oberherrschaft zu gewinnen, aufzugeben. Nach den Misserfolgen seines Vaters im Krieg gegen Schottland hoffte der König, durch siegreiche Feldzüge an Ansehen zu gewinnen, so dass er sich zu einem Feldzug nach Schottland entschloss. Mit einem großen Heer zog der englische König nach Schottland und übernahm die Leitung der Belagerung von Berwick. Der Guardian Archibald Douglas musste schließlich eine offene Schlacht gegen die englische Armee riskieren, wenn er Berwick vor einer Eroberung retten wollte. Die schottische Armee wurde aber am 19. Juli in der Schlacht von Halidon Hill entscheidend besiegt. Der Sieg war so eindeutig, dass nach der Schlacht Balliol, der einen Flügel des englischen Heeres kommandiert hatte, wieder als schottischer König eingesetzt werden konnte. Der junge David II. flüchtete angesichts der englischen Erfolge ins französische Exil.
Balliol bemühte sich nun rasch, seine englischen Unterstützer zu belohnen. An sie vergab er große Ländereien in Schottland, dazu begann er mit dem Aufbau einer eigenen Verwaltung. Er ernannte William Bullock zum Chamberlain und zum Verwalter von Cupar Castle, dazu ernannte er mit Alan Lisle als Sheriff von Bute und Cowal mindestens einen neuen Sheriff. Von dieser Verwaltung sind kaum Urkunden und andere Aufzeichnungen erhalten, und wahrscheinlich konnte Balliol nur schwer seinen Herrschaftsanspruch in Schottland behaupten. Im Februar 1334 hielt er in Holyrood ein Parlament ab, das seine Vereinbarungen mit dem englischen König billigte. Mitte Juni verzichtete er zugunsten des englischen Königs auf Berwick, Roxburgh, Selkirk, Peebles, Dumfries und auf den Großteil von Lothian. Am 19. Juni huldigte er in Newcastle Eduard III. förmlich als seinen Lehensherrn.

### Erfolge und Verluste

Karte von Schottland (blau) mit den Gebieten, die Edward Balliol an England abtreten wollte (braun)

Trotz Balliols offensichtlichen Erfolgs blieb seine Herrschaft stark gefährdet. Unter den Enterbten gab es Streit über die Vergabe der von ihnen beanspruchten Besitzungen. Auch der Widerstand der Anhänger von David II. war nicht erloschen. Besonders Robert the Steward in Ayrshire und William Douglas in Südwestschottland kämpften weiter gegen die Herrschaft von Balliol. Im Sommer 1334 kam es in weiten Teilen Schottlands zu Rebellionen gegen die Enterbten. Balliol musste im August 1334 nach Berwick fliehen, von wo er Eduard III. um weitere Unterstützung bat. Damit war offensichtlich geworden, dass seine Herrschaft ohne erhebliche englische Unterstützung nicht zu halten war. Eduard III. war zunächst bereit, Balliol diese Unterstützung zu gewähren. Im Winter von 1334 bis 1335 unterstützte er Balliol bei einem Feldzug, um die Kontrolle von Roxburghshire zurückzugewinnen. Der Feldzug hatte nur geringen Erfolg, doch für 1335 plante Balliol weitere Feldzüge. Unter anderem schlug er vor, von Irland aus die schottische Westküste anzugreifen und unter englische Kontrolle zu bringen. Im Juni 1335 zog Balliol selbst von Newcastle aus ohne Widerstand entlang der schottischen Ostküste, während Eduard III. von Carlisle nach Nithsdale vorstieß. Die beiden Armeen trafen sich Ende Juli bei Glasgow, von wo sie vereint nach Perth zogen. Neben den bestehenden Garnisonen in Roxburgh und Lochmaben wurden englische Truppen auch in Stirling und Perth stationiert. Die nach der Vereinbarung von 1334 an England fallenden Gebiete sollten nun unter englische Verwaltung gestellt werden, und in Berwick, Edinburgh und Dumfries wurden englische Sheriffs eingesetzt. Zahlreiche Schotten, die im Vorjahr Balliol nach seiner Niederlage verlassen hatten, suchten nun wieder sein Wohlwollen. Selbst Robert the Steward soll sich ihm unterworfen haben. Im Herbst 1335 war Balliol auf dem Höhepunkt seiner Macht. Er blieb nun aber nicht in Schottland, sondern zog sich Holy Island vor der Küste von Northumberland zurück, wo er den Winter verbringen wollte. Möglicherweise wollte er dies aufgrund seines zunehmenden Alters tun. Während seiner Abwesenheit ernannte er David Strathbogie, Earl of Atholl zum Guardian.

### Verlust der Herrschaft in Schottland
Der Widerstand gegen Balliol ließ aber nicht nach. Vor allem Andrew Murray, den die Engländer nach Zahlung eines Lösegelds freigelassen hatten, und William Douglas setzten ihren Kampf fort. Am 30. November 1335 besiegte Murray in der Schlacht von Culblean Strathbogie, der in der Schlacht fiel. Im Herbst 1336 unternahm Eduard III. einen weiteren Feldzug nach Schottland, während dem Bothwell Castle in Lanarkshire zurückerobert wurde. Dazu erneuerten die Engländer die Befestigungen von Perth, während Aberdeen geplündert wurde. Der beginnende Hundertjährige Krieg lenkte in den folgenden Jahren jedoch die Aufmerksamkeit des englischen Königs nach Frankreich. Durch die geringere Unterstützung durch England wurde Balliols Herrschaft zunehmend gefährdet. 1337 führte Andrew Murray einen erfolgreichen Feldzug nach Angus und Fife, während dessen er die Burgen von St Andrews und Leuchars erobern konnte. Zwar widerstand Cupar Castle seinem Angriff, doch dafür konnte er Bothwell Castle erobern und schleifen. Die englischen Belagerungen von Dunbar blieben dagegen 1337 und 1338 erfolglos. Im August 1338 war Balliol noch einmal in Perth, danach verließ er offenbar Schottland und zog sich nach Nordengland zurück.

## Weitere Kämpfe um Schottland
1339 wurde Balliol zum Kommandanten einer englischen Armee ernannt, die gegen die Schotten vorgehen sollte. Im Oktober 1339 erhielt er Geld für 1264 Soldaten aus Cumberland und Westmorland, die unter seinem Kommando das belagerte Perth entsetzen sollten. Dessen Garnison hatte sich aber bereits am 17. August ergeben. Die Anhänger von David II. konnten in der Folge weitere Gebiete Schottlands zurückerobern. 1341 fiel Edinburgh an die Schotten, und im Juni 1341 konnten David II. und seine Frau Johanna unter dem Jubel der Bevölkerung nach Schottland zurückkehren. Im Juni 1342 konnten die Schotten Roxburgh und Stirling erobern. Balliol blieb während dieser Zeit hauptsächlich in Nordengland und hatte nur noch geringen Einfluss auf die Politik in Schottland. Eduard III. entlohnte ihn aber weiter für seine Dienste. Balliol wurde noch mehrfach zum Kommandanten von Armeen ernannt, von deren Aktionen aber nur wenig bekannt ist. Der Schwerpunkt seiner Aktivitäten lag nun in Galloway, wo sich die Besitzungen seiner Vorfahren befanden. Dort hatten sich im August 1339 mehrere wichtige Angehörige der Gentry Eduard III. unterworfen. Balliol konnte zwar nicht Buittle Castle, den Stammsitz seiner Familie erobern, doch er scheint Hestan Island vor der Küste von Kirkcudbrightshire befestigt zu haben. Dort ließ er eine Garnison unter dem Kommando von Duncan MacDowell zurück, die auf Befehl von Eduard III. mehrfach mit Proviant versorgt wurde.

## Verlust der Unterstützung durch EduardIII., Thronverzicht und letzte Jahre
Nach dem englischen Sieg in der Schlacht von Neville’s Cross am 17. Oktober 1346 diente Balliol erneut als Kommandant einer englischen Armee, die Südschottland besetzen sollte. Balliol und seine Ansprüche waren zu dieser Zeit aber kaum noch von Nutzen für Eduard III. Der englische König bemühte sich stattdessen, ein Abkommen mit dem in der Schlacht in Gefangenschaft geratenen David II. zu schließen, um die Grenze nach Schottland zu sichern. Bei diesen Verhandlungen erwiesen sich Balliols Ansprüche auf den schottischen Thron als Hindernis. Ein vermutlich 1350 erstelltes Schreiben zeigt, dass der englische König nun Druck auf Balliol aufbaute, damit er sich bei Verhandlungen mit den Schotten entgegenkommender zeigte. Vor 1351 bestand die Aussicht, ein Abkommen zwischen Eduard III. und David II. zu schließen, worauf der schottische König freigelassen wurde. Die Schotten akzeptierten jedoch nicht die Zugeständnisse, die ihr König gegenüber dem englischen König gemacht hatte, worauf David II. sich wieder freiwillig in englische Gefangenschaft begab. Zu diesem Zeitpunkt war klar, dass Eduard III. sämtliche Unterstützung für die Ansprüche von Balliol einstellen wollte. 1356 verzichtete Balliol schließlich wegen seines Alters und seiner schlechten Gesundheit zugunsten des englischen Königs auf alle Ansprüche auf den schottischen Thron. Im Gegenzug gewährte ihm Eduard III. eine jährliche Pension von £ 2000. Seine letzten Jahre verbrachte Balliol, der unverheiratet geblieben war, zurückgezogen in Wheatley bei Doncaster in Yorkshire, wo er wahrscheinlich auch starb.